# Simon Cottrell
Simon Cottrell (Canberra, 18 giugno 1963) è un ex cestista australiano.

## Carriera
Con l'Australia ha disputato i Campionati mondiali del 1986.